# Emmanuel Coelho Maciel
Emmanuel Coêlho Maciel (Belo Horizonte, 16 de outubro de 1935 - Teresina, 29 de maio de 2015) foi um maestro, compositor e pesquisador brasileiro.
Atuou como musicista na Orquestra Sinfônica Brasileira, na Orquestra Sinfônica do Theatro Municipal do Rio de Janeiro e na Orquestra de Câmara da Universidade de Brasília, onde também lecionou. Também foi professor do Conservatório de Música de São João del-Rei e do Conservatório da Universidade da Amazônia. Foi, ainda, fundador e vice-diretor da Escola de Música de Brasília.
Em 1976, se mudou para Teresina, à convite do então reitor da UFPI, para fundar o curso de Música e o Departamento de Educação Artística da universidade. No Piauí, foi reconhecido em vida como um dos principais musicistas e pesquisadores de arte do Estado , tendo resgatado o folclore musical local e dado visibilidade à obra do valsista Possidônio Nunes Queiroz. Recebeu três prêmios nacionais de composição pela Fundação Nacional de Artes .

## Biografia

### Inícios
Nasceu no bairro de Lagoinha, Belo Horizonte, Minas Gerais, filho de Silvino Eugênio da Silva Maciel e Olívia Coêlho Maciel. Seu pai nasceu em um vagão de trem logo depois de a família desembarcar no Brasil, vinda de Portugal. Silvino Eugênio foi soldado da Polícia Militar de Minas Gerais. Já sua mãe, de Diamantina, era filha de Antônio Coêlho de Araújo, fazendeiro ilustre e ex-camareiro do rei. A família de Olívia se opôs ao matrimônio, já que a jovem vinha de boa linhagem, foi colega de sala de Juscelino Kubischek e concluiu o normal. Deserdada pela família, Olívia passou a viver de forma humilde. O casal teve 16 filhos, dos quais apenas Emmanuel sobreviveu à infância.

## Lista de obras

### Principais composições
- Música para oboé e instrumentos de cordas, 1969

A primeira audição foi realizada no dia 25 de novembro de 1973, na Sala Martins Penna, em Brasília. Televisionada pela Rede Globo e exibida no programa Concertos para a Juventude, a execução foi realizada pela Orquestra de Câmara da Escola de Música de Brasília e pelo Madrigal de Brasília, sob a direção de Levino Ferreira de Alcântara. O programa contou ainda com a presença de César Guerra-Peixe. De acordo com o crítico do Correio Braziliense Claver Filho, a obra "não é um trabalho para solista e orquestra, mas uma integração completa do oboé e o conjunto de câmara, com seus três movimentos: Allegro, Quase Andante moderato, e Final Allegro grotesco. Música foi dedicada ao oboísta Sebastião Theodoro Gomes". O Correio Braziliense ainda considerou a primeira audição de Música para oboé e instrumentos de cordas, durante o Concertos para a Juventude, como um destaque musical de 1973.
- Echnaton – sonatina para violino e piano, 1970

Esta composição foi executada pelo violinista e maestro César Guerra-Peixe em uma série de concertos realizada em cidades paulistas em março de 1985.
- Suíte-cantata Sol de Feira, 1970

Composta enquanto Emmanuel morou em Manaus para montar o Conservatório da Universidade da Amazônia, a cantata tem texto de Luiz Bacellar.
- Minha Doce e Querida Galatea, 1972

Esta valsa foi por ele renomeada Minha Doce e Querida Netinha, quando acompanhou uma de suas netas mais jovens enquanto aprendia a tocar piano.
- Prelúdio e Cânone, para cordas, 1965

Foi apresentada em primeira audição em 1974. Esta obra foi composta em Brasília e recebeu reconhecimento da crítica por ter uma estrutura bem elaborada e nítida. "Claver Filho, crítico do Correio Braziliense, chamava atenção para o tecido contrapontístico do compositor, riquíssimo. Quando a peça foi finalmente apresentada, em outubro daquele ano, a assistência percebeu que 'o que poderia resultar numa simples brincadeira esfacelava a orquestra de cordas, cuida de cada naipe e, pelo profundo conhecimento que o autor possui dos instrumentos de corda, a sonoridade e variedade são raras e de real valor'."
- Capricho concertante para viola solo, 1990
- Sonata Duo (para violino e violoncelo), 1964
- Nefertiti – sonatina para violino e piano, 1970
- D’Israel – pequena suite para orquestra escola, 1980
- Dança e Canto Langoroso (para flauta, violino, viola e violoncelo), 1963
- Cantilena (para orquestra), 1975
- Elegia (parte 1º. para violino), 1984
- Choro-samba no. 1 (parte 1º. Violino e para viola e piano), 1959
- Duas Canções Espaciais – 1. Imensurável Cometa e 2. Entre as Estrelas, 1974
- Choro-samba no. 3 (trio violino, violoncelo e piano), 1961
- Choro-samba no. 4 , 1960
- Choro-samba no. 2 – Evocação ao Barroco Mineiro, 1961
- Ininga (violino, viola, violoncelo e piano) e Ininga, três peças para instrumentos de sopro, 1977
- Cantiga para violino e orquestra
- Quinteto para instrumentos de sopro
- Divertimento para três saxofones e piano
- Divertimento no. 1 (para quarteto de cordas), 1988
- Divertimento no. 2 (para piano, violino, violoncelo e clarinete)
- Divertimento no. 3 – para quatro instrumentos (oboé ou flauta, violino, violoncelo e piano), 1987
- Módulos, para orquestra de cordas, 1983
- Coleção Orquestra Mirim – no. 2: Cinco Cirandas do Saci
- Cantiga e Pregão (homenagem a César Guerra-Peixe) para violino e orquestra, 1976
- Suíte Auto dos Reis (temas extraídos do folclore piauiense), Coleção Orquestra Escola, 1980
- O meu amor vai para o teu devagarinho, coro misto a quatro vozes, 1960
- Despretenciosa, 1970
- Prece a Iemanjá, 1960
- Celeste Academia, 1967
- Pequenino Engraxate, 1960
- Se Alguém Quizer, 1967
- Folhas Caídas, 1970
- Modinha, 1963
- José do Egito – cantata para coro e orquestra
- Andante, para cordas, 1965
- Cantigas da Amiga, música sobre poema de Mário de Andrade, 1982
- Baladilha, canção para o povo brasileiro, 1963
- Peça para orquestra
- Canção de Câmera, 1966
- Introdução e Choro, para violão, 1975
- Duas miniaturas para violão, 1984
- Cantata Religiosa
- O Sorriso de Maria, para coral, 1963
- Ontem, para coral, sobre poema de Mário de Andrade
- Agonia e êxtase, para coral, 1985
- Teresina, Cidade Menina, para coral
- Evangelho, para canto e piano, 1955
- Salmo 23, para canto e piano, 1965
- Xangô-orixá-oxóssi-aiê, sobre poema de Cruz Pena, 1961
- Toadas, para coro infantil a duas vozes, 1984
- Coleção Missa em estilo tradicional sanjoanense: I. Benedictus, 1959; II. Glória, 1959; III. Kyrie, 1959; IV. Sanctus
- Musik’à 2, para violino e viola, 1986
- Sonatina para dois violoncelos, 1982
- Cantata religiosa sobre temas folclóricos brasileiros, 1991 (estreia)
- Nhá Carola, para coro misto a quatro vozes, sobre versos de Ricardo Gonçalve], 1964
- Pedra no Meio do Caminho, sobre poema de Carlos Drummond de Andrade, 1981
- Menina Côr de Açucena, para coral, sobre poema de Ricardo Gonçalves, 1979
- Menina, 1984
- Primeira miscelânea folclórica religiosa, com temas recolhidos do folclore de Jequitaí, Minas Gerais, 1957
- Rondeis de Dona Pomona, poemas de Silvino Eugênio
- Estudo Fugato – para três instrumentos (parte para três flautas)
- Infancianas 3: Canção Triste, 1950
- Infancianas 4: O Cântico de Ana, 1950
- Infancianas 1: A Pequena Bailarina, 1950
- Infancianas 2: Crepúsculo, 1950
- Sincopando
- Canturia
- Coração Santo, da Cantata Religiosa
- Os Sapos, sobre poema de Manuel Bandeira, 1981
- Reis Pastorinhas, 1990

### Pesquisas e arranjos
- Horas de Melancolia, de Possidônio Queiroz
- Valsa Serenata, de Possidônio Queiroz
- Valsa da Sagração, de Possidônio Queiroz
- Valsa no. 9 – Pagã, de Possidônio Queiroz
- Cantigas de Roda (pesquisa e arranjo)
- Surgiu um Lugar (pesquisa e arranjo)
- Canção de José (arranjo)
- Valsa do Centenário de Teresina, José Lopes dos Santos (arranjo)
- A Rosa – Reis Pastorinhos (recolhido do folclore de Floriano (Piauí), arranjo)
- Coleção Orquestra Mirim
- Trovas Populares (harmonização e arranjo), 1979
- Confissão, música de Reginaldo Carvalho sobre poema de Manuel Bandeira (arranjo para violão)
- Onde Está Você, arranjo para coro a duas vozes, 1965
- Casa de Cabôco, 1965 (arranjo)
- Vida de Viajante, de Dominguinhos, arranjo para coral, 2009
- Meu Barco é Veleiro, do folclore pernambucano, arranjo para coro infantil a três vozes, 1984
- Mimosa Flor do Sertão, de Castro Alves e Harry Riedel, arranjo para coro infantil, 1974
- Coleção Música Folclórica Religiosa Brasileira, contendo 11 peças, com arranjos para coro misto à capela, de 1977 a 1981
- Star Dust, arranjo para coro misto a 4 vozes, quarteto de cordas e violão
- Saudade, harmonização e arranjo para coro a quatro vozes mistas à capela, 1994
- Quero amar-te, arranjo, folclore de Santa Catarina
- Caboclo Sonolento, autor desconhecido, recolhido, harmonizado e arranjado para coro a quatro vozes mistas, 1994
- O Burrico de Pau, de Carlos Gomes, arranjo para 2 flautas, clarinete, dois violinos, violoncelo, contrabaixo e piano
- Romance, de Carlos Gomes, arranjo para clarinete solo
- Agnus Dei, de Mozart, arranjo para oboé ou flauta
- Panis Angelicus, de César Franck, arranjo para oboé e duas trompas
- Ai Lili, Ai Lô, arranjo para orquestra mirim, 1963
- Bate o Sino, arranjo para orquestra mirim
- Noite Feliz, arranjo para orquestra mirim
- Marcas do que se foi, arranjo para orquestra mirim
- Jesus Cristo, arranjo para orquestra mirim
- Boas Festas, arranjo para orquestra mirim
- Este Ano, arranjo
- Hoje é Dia de Natal, arranjo
- Ema-Sariema, música do reisado de Teresina, arranjo para coral, 1982
- Carinhoso, de Pixinguinha, arranjo para coral a quatro vozes, quarteto de cordas e violão, 1971
- Música do Boi, do folclore de Jaicós, arranjo para coral
- Alecrim, folclore brasileiro, arranjo para coral
- Canção do Pajé, de Villa-Lobos, arranjo para flauta, clarinete, dois violinos, viola, violoncelo e coro (grade)

### Livros
- Coleção Saci-Pererê: iniciação ao violino com base no folclore musical brasileiro
- 500 anos de música brasileira (2014)

## Reconhecimento
Recebeu três prêmios nacionais de composição da Funarte, pelas obras: Os Sapos (1981), Ema-Sariema (1982) e Módulos (1983).
Seu nome consta como verbete da Enciclopédia Barsa.
Em 2013, participou do documentário Um Gentleman Incansável: a biografia de Emmanuel Coêlho Maciel, de Pedro Júlio Oliveira.
Foi homenageado no aniversário de 40 anos da UFPI, por sua contribuição ao Estado do Piauí, por concerto em que a Orquestra de Câmara da universidade executou duas de suas obras sob a regência de Cássio Martins, coordenador do Curso de Música da UFPI. Na ocasião, Martins declarou: “É de práxis os grandes compositores terem suas obras reconhecidas após seu falecimento, no entanto, pretendemos homenagear o compositor Emmanuel em vida”.
Em 2015, seria homenageado ainda em vida pelo Projeto Música para Todos, pela ocasião de seus 80 anos.
Pelo resgate da obra de Possidônio Nunes Queiroz, recebeu, da Câmara dos Vereadores de Oeiras, o título de cidadão honorário.